# Фристайл на зимних Олимпийских играх 2002

Соревнования по фристайлу на зимних Олимпийских играх 2002 прошли с 9 по 19 февраля. В соревнованиях приняли участие 105 спортсменов из 21 страны. Было разыграно 4 комплекта наград: в акробатике и могуле среди мужчин и женщин.

## Медали

### Медалисты

#### Мужчины
| Дисциплина               | Золото                         | Серебро                  | Бронза                           |
| Могул см. подробнее      | Янне Лахтела — 27,97 Финляндия | Трэвис Майер — 27,59 США | Ришар Ге — 26,91 Франция         |
| Акробатика см. подробнее | Алеш Валента — 257,02 Чехия    | Джо Пэк — 251,64 США     | Алексей Гришин — 251,19 Беларусь |

#### Женщины
| Дисциплина               | Золото                           | Серебро                          | Бронза                       |
| Могул см. подробнее      | Кари Тро — 25,94 Норвегия        | Шэннон Барке — 25,06 США         | Таэ Сатоя — 24,85 Япония     |
| Акробатика см. подробнее | Алиса Кэмплин — 193,47 Австралия | Вероника Бреннер — 190,02 Канада | Дейдра Дионн — 189,26 Канада |